# Ericel Gómez Nucamendi
Ericel Gómez Nucamendi (n. Suchiapa, Chiapas). Es un político mexicano, miembro de Convergencia, ha sido diputado federal y es senador suplente de Gabino Cué Monteagudo.
Ericel Gómez Nucamendi es Licenciado en Derecho egresado de la Universidad Autónoma Benito Juárez de Oaxaca, se desempeñó como subsecretario "C" y luego como agente del ministerior público de la Procuraduría General de Justicia de Oaxaca de 1964 a 1968, posteriormente fue secretario de juzgados de distrito en Oaxaca así como asesor jurídico de los Bancos Nacionales de Crédito Ejidal y Crédito Rural de 1974 a 1976, en 1976 fue elegido diputado federal por el III Distrito Electoral Federal de Oaxaca a la L Legislatura hasta 1979, de ese año a 1981 fue delegado en Oaxaca del Instituto Nacional de Seguridad y Servicios Sociales de los Trabajadores del Estado,posteriormente ocupó cargos en la estructura de la Federación de Sindicatos de Trabajadores al Servicio del Estado y del Sindicato de Trabajadores del Poder Judicial Federal del que llegó a ser Secretario General de 1985 a 1989.
Posteriormente se dedicó a sus actividades particulares entre las que destacan su función como Presidente del Consejo del diario Noticias de Oaxaca, que el mismo fundó en 1976, desde ese cargo destacaron sus enfrentamientos a partir de 2006 con el gobierno estatal encabezado por el gobernador Ulises Ruiz Ortiz a quién acusó de pretender coartar la libertad de expresión del diario mediante conflictos sindicales, así mismo destacó el papel del diario durante el Conflicto magisterial de Oaxaca durante la cual fue señalado como integrante de la Asamblea Popular de los Pueblos de Oaxaca, que él negó y denunció espionaje en su contra por el gobierno estatal. El mismo año de 2006 fue elegido Senador suplente por el estado de Oaxaca para el periodo que culimina en 2012, asumió el cargo al solicitar licencia el propietario, Gabino Cué Monteagudo a partir del 1 de febrero de 2010.